# Steinkreise am Schluchsee

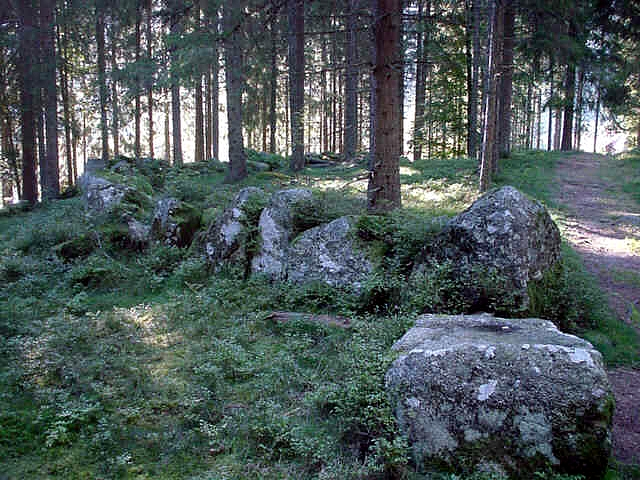
Steinquader am Schluchsee

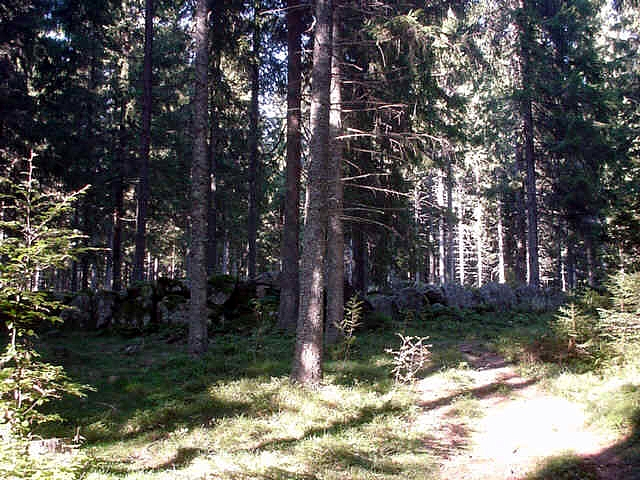
Heidenmauer am Schluchsee

Die Steinkreise am Schluchsee befinden sich auf dem Weg zwischen dem Gasthaus Eisenbreche und der Staumauer am Schluchsee im Südschwarzwald, Landkreis Breisgau-Hochschwarzwald in Baden-Württemberg. Dort schauen zwischen den Bäumen eine große Anzahl von Steinblöcken hervor, die vereinzelt Steinkreise zu bilden scheinen. Diese erinnern eher an Heidenmauern als an die klassischen Steinkreise der Megalithkultur. Auch Schalensteine sind angeblich häufig vorzufinden.
Nach Auffassung des Landesdenkmalamtes sind die „Steinkreise“ in Blasiwald-Eisenbreche allerdings keine prähistorischen Kultstätten. Dennoch will die Behörde, dass ein Teil der Anlage erhalten bleibt und die vorgesehene Baugebietserweiterung in größerem Abstand zu den Kulturdenkmalen geplant wird.
Die Außenstelle Freiburg des Landesdenkmalamtes vertritt nach einer Ortsbegehung am 29. Juni 2004 in einem Aktenvermerk die Auffassung, dass es sich bei den Steinkreisen um Anlagen handelt, die bei der landwirtschaftlichen Urbarmachung des Geländes im späten 14. Jahrhundert entstanden sind:

„Geeignete Geländebereiche wurden von dem überall anzutreffenden, von der Eiszeit verursachten Blockschutt aus Granit so weit freigeräumt, dass sie zur Bewirtschaftung genutzt werden konnten. Gegen das umliegende Gelände wurden sie durch mauerartig aufgesetzte Felsblöcke eingefriedet und im vorliegenden Fall das Gelände auch teilweise terrassenförmig aufgehöht.“

Die vielfach auftretenden Bogenformen entsprächen den topographischen Gegebenheiten. Die Zeugnisse der im späten 14. Jahrhundert vorgenommenen Urbarmachung des Geländes in Blasiwald hätten sich aufgrund der Verwitterungsbeständigkeit der Felsblöcke und der geringen Siedlungstätigkeit besonders gut erhalten.